# 庞朴
庞朴（1928年10月—2015年1月9日），原名声禄，中国历史学家、哲学家和文化史专家，2010年成为山东大学首批终身教授之一。他长期从事中国哲学史、思想史、文化史等领域的教学研究，是几十年来儒学研究的代表人物；他的学术观点“一分为三”说、“火历”说及出土文献研究推动了1980年代的文化研究热潮。

## 生平
1928年生于江苏省淮阴县。1954年毕业于中国人民大学哲学系研究班。后到山东大学任教。
2010年9月，他在山东曲阜召开的第三届世界儒学大会上，获颁儒学当代研究领域的最高奖项“孔子文化奖”。
2015年1月9日晚20时49分，因病医治无效在济南去世，享年86岁。

## 头衔
- 《历史研究》主编
- 《中国社会科学》[2]副总编辑
- 中国社会科学院研究员
- 山东大学博士生导师
- 北京大学儒藏研究中心总编纂
- 儒学高等研究院学术委员会主任
- 联合国科教文组织《人类科学文化发展史》国际编委会中国代表
- “国际简帛研究中心”主任[3]

## 主要著作
主要有《<公孙龙子>研究》、《一分为三——中国传统思想考释》、《竹帛<五行>篇校注及研究》等书。